# Sofja Tschursina
Sofja Tschursina (kasachisch Софья Чурсина, engl. Transkription Sofiya Chursina; * 20. Juli 2001) ist eine kasachische Tennisspielerin.

## Karriere
Tschursina spielt bislang vorrangig auf der ITF Women’s World Tennis Tour, wo sie aber noch keinen Titel gewinnen konnte.
Im Juli 2021 erhielt sie für das Hauptfeld im Damendoppel des President’s Cup zusammen mit ihrer Partnerin Tatjana Nikolenko eine Wildcard. Sie verloren aber bereits ihr Auftaktmatch gegen Mariam Bolkwadse und Jacqueline Cabaj Awad mit 3:6 und 1:6. Im September 2021 erhielt sie eine Wildcard für die Qualifikation zu den Astana Open, ihrem ersten Turnier der WTA Tour im Einzel und mit Partnerin Yekaterina Dmitrichenko im Doppel. Im Einzel scheiterte sie gegen Urszula Radwańska mit 3:6 und 3:6 und im Doppelwettbewerb war gegen die deutsch-rumänische Paarung Anna-Lena Friedsam und Monica Niculescu ebenfalls bereits in der ersten Runde Schluss.